# أيل يركند
أيل يركند (الاسم العلمي: Cervus elaphus yarkandenis) نوع فرعي من الأيل الأحمر وهو يعيش في آسيا الوسطى وهي مماثلة في البيئة إلى أيل البكتريني وكلاهما معزول بعضها عن بعض من طرف جبال تيانشان وعلى الأرجح تشكل مجموعة فرعية أساسية من أيل الأحمر.

## الخصائص
هذا الغزال هو ضارب للحمرة خفيف في اللون مع رقعة كبيرة ذات الألوان الفاتحة ، بما في ذلك الذيل. وعادة ما يكون لها خمسة قرون بها شوكات مع مفترق محاطة و مشيرة إلى الأمام. من طينة الخامس هو عادة أكبر من الرابع ويميل إلى الداخل.

## مناطق العيش
تعيش في قسم من الصين ومنغوليا و تم العثور على هذه الأيائل في تركستان الشرقية.